# Bundesarbeitsgemeinschaft Immobilienwirtschaft Deutschland

Vereinslogo

In der Bundesarbeitsgemeinschaft Immobilienwirtschaft Deutschland e. V. (BID) ist ein Verein mit Sitz in Berlin.

## Kernziel
Zweck ist es, die volkswirtschaftliche Bedeutung der Immobilienbranche in Deutschland im Bewusstsein von Politik und Öffentlichkeit zu verankern sowie die politischen, rechtlichen und steuerlichen Rahmenbedingungen der deutschen Immobilienwirtschaft zu verbessern.

## Mitgliedsverbände
Mitglieder sind:
- Bundesverband freier Immobilien- und Wohnungsunternehmen (BFW)
- Dachverband Deutscher Immobilienverwalter (DDIV)
- GdW Bundesverband deutscher Wohnungs- und Immobilienunternehmen
- Immobilienverband Deutschland IVD Bundesverband der Immobilienberater, Makler, Verwalter und Sachverständigen
- Verband deutscher Pfandbriefbanken (vdp)
- Zentraler Immobilien Ausschuss

## Gremien
- Mitgliederversammlung
- Geschäftsführender Ausschuss
- Arbeitskreise
  - Berufliche Bildung und Personalentwicklung
  - Energie, Technik, Normung
  - Öffentlichkeitsarbeit
  - Presse
  - Recht
  - Stadtentwicklung
  - Steuern und Finanzierung

Der Vorsitz der BID wechselt turnusmäßig zum 01.07. eines Jahres für jeweils 1 Jahr.